# White City (Florida)
White City è un census-designated place (CDP) degli Stati Uniti d'America, situato in Florida, nella contea di St. Lucie.